# 红星街道 (保定市)
红星街道，是中华人民共和国河北省保定市莲池区下辖的一个乡镇级行政单位。

## 行政区划
红星街道下辖以下地区：
大慈阁社区、省医院社区、清真寺街社区、红星社区、四中社区和东盛社区。